# Deep Rising - Presenze dal profondo
Deep Rising - Presenze dal profondo (Deep Rising) è un film del 1998 scritto e diretto da Stephen Sommers.

## Trama
Durante un viaggio sul Mar Cinese Meridionale, la nave da crociera Argonautica è alle prese con un'avaria quando viene violentemente attaccata da qualcosa che proviene dagli abissi. Nel frattempo, la nave Saipan del capitano John Finnegan, che trasporta un commando di terroristi, subisce gravi danni allo scafo ed è costretta ad ormeggiarsi all'Argonautica in cerca di pezzi di ricambio. I terroristi, capeggiati da Hanover, decidono di salire sull'Argonautica insieme a Finnegan e al meccanico Joey. Sulla Saipan rimangono la fidanzata di Joey e un membro del commando.
Sulla nave da crociera, Finnegan e gli altri scoprono che i passeggeri sono scomparsi e che tutti gli strumenti di comunicazione sono fuori uso. Il commando di terroristi non si cura della cosa e ordina ai due ostaggi di cercare i pezzi per riparare lo scafo. Nel frattempo, sulla Saipan, qualcosa aggredisce la fidanzata di Joey e il terrorista rimasto a farle da guardia, trascinandoli sott'acqua mentre erano intenti a effettuare delle riparazioni. 
Il manipolo di terroristi decide di separarsi per perlustrare la nave.
Mamooli e T-ray scortano Finnegan e Joey nella sala motori che è completamente allagata; qualcosa nascosto nell'acqua aggredisce i due terroristi uccidendoli e costringendo Finnegan e Joey a scappare. I due, riunitisi agli altri, informano Hanover di quanto successo, ma quest'ultimo ritiene che sia un trucco dei due per scappare. Cambierà idea quando il gruppo troverà, rinchiusi in una cella di sicurezza, il capitano dell'Argonautica Atherton, la fascinosa ladra Trillian St. James e il proprietario della nave Simon Canton. Per lo spavento, quest'ultimo aggredisce e uccide un membro del commando, giustificando la sua reazione con la convinzione che la nave sia invasa da delle strane e feroci creature marine con tentacoli dotati di bocca. Si scopre inoltre che è stato lo stesso Canton ad aver sabotato la nave per intascare i soldi dell'assicurazione. 
Tutti i superstiti decidono di fare squadra e raggiungono il piano terra della nave, trovandolo pieno di cadaveri disciolti fino allo scheletro. Il gruppo decide perciò di tornare indietro. In un corridoio vengono attaccati dalle creature, che uccidono Atherton. Finnegan e gli altri arrivano a una scalinata sommersa che porta alla dispensa. Durante la traversata subacquea, Mason viene attaccato dalle creature e per non cadere vittima dei mostri fa esplodere una granata.
Rimasti in pochi, i superstiti raggiungono la dispensa; Mulligan decide di asserragliarsi dentro la dispensa, dove verrà squartato dalle creature, mentre gli altri proseguono, finendo per separarsi. Hanover viene divorato mentre tenta di uccidere Joey, che riesce a scappare. Il meccanico riesce a tornare sulla Saipan e si mette a riparare l'imbarcazione con i pezzi recuperati, nonostante tutto, dall'Argonautica. 
Finnegan e Trillian trovano una moto d'acqua con cui scappare: inseguiti dalle creature, percorrono la nave da crociera fino a raggiungere il salone principale. Qui, una creatura mostruosa emersa dal pavimento ghermisce con i suoi tentacoli Finnegan, che però riesce a salvarsi dando fuoco al mostro.
Finnegan e Trillian si lanciano con la moto d'acqua fuori dalla nave, che esplode. Raggiunta la Saipan, i due scoprono che Joey non c'è, e concludono che il mostro lo debba aver catturato. Canton dopo essersi rotto una gamba saltando dalla nave da crociera su quella di Finnegan in un estremo tentativo di salvarsi, ruba quest'ultima che però non risponde ai suoi comandi e finisce per esplodere, per via dei siluri presenti a bordo, urtando contro l'altra imbarcazione.
Finnegan e Trillian raggiungono un'isola vicina e sulla spiaggia si scambiano un bacio. Con loro sorpresa, dalle onde emerge Joey vivo e vegeto. Felici di essersi salvati, i tre credono di essere al sicuro, ma uno spaventoso ruggito li fa trasalire dalla paura.

## Produzione
Il film è stato prodotto dalla Ciclope film.

## Distribuzione
Il film è stato distribuito nelle sale cinematografiche statunitensi il 30 gennaio 1998.